# Dead (chanson)
Pour les articles homonymes, voir Dead (homonymie).
Dead est une chanson du groupe de metal Korn écrite par Jonathan Davis, le chanteur du groupe. Cette chanson ouvre l'album Issues, album parlant de la schizophrénie du chanteur. Il n'est alors pas encore schizophrène, mais entre dans une dépression et un sentiment de défaite qui va peu à peu le mener à se renfermer sur lui-même, et devenir schizophrène[réf. nécessaire].